# Kovárna v Těšanech
Kovárna v Těšanech je muzejní objekt v obci Těšany v okrese Brno-venkov, který provozuje Technické muzeum v Brně. Budova kovárny je chráněna jako kulturní památka České republiky. Jedná se o čtyřkřídlý přízemní objekt s dvorem, jehož současná podoba pochází z roku 1700, kdy byla kovárna přestavěna ve stylu venkovského baroka. Původně byla součástí vrchnostenského dvora, který je poprvé připomínán v roce 1377. Dnes zde Technické muzeum v Brně provozuje expozici kovářské dílny z druhé poloviny 19. století, která je doplněna kolařskou dílnou a obydlím kováře.